# Lijst van sciencefictionhoorspelen
Lijst van Nederlandse sciencefictionhoorspelen
- Afspraak met het verleden
- Apollo 21
- Confrontatie met niet menselijk intellect
- De blauwe zaden
- De geest van de asplaats
- De gemeenschappelijke factor
- De gesluierde planeet
- De Korawa-expeditie
- De laatste dagen van Jericho
- De mensheid bestaat uit mensen
- De planeteneters
- De stad rukt op
- De tijdmachine
- De tijdverschuiving
- De triffids
- De tunnel der duisternis
- De twaalf maagden
- Het fatale uur van Mr. Lawson
- Het labyrinth
- Het Maan mysterie
- Het Marsmysterie
- Het Marsproject
- Het transgalactisch liftershandboek
- Het zesde continent
- Ik heb nooit verwacht eeuwig te leven
- In Utopia
- Landing op de maan
- Mars slaat toe
- Op zoek naar de aarde
- Operatie Wega
- Paniek op Ganymedes
- Prometheus XIII
- Reisbeschrijving
- Reisdoel menselijk brein
- Ruimteschip Morgenster
- Samenzwering in vier dimensies
- Sophie
- Sprong in het heelal
- Terug naar nul
- Testbemanning
- Trein vermist of De ring van Möbius
- Vraaggesprek met een ruimtevaarder
- War of the worlds